# Épreville-en-Lieuvin
Épreville-en-Lieuvin is een gemeente in het Franse departement Eure (regio Normandië) en telt 169 inwoners (1999). De plaats maakt deel uit van het arrondissement Bernay.

## Geografie
De oppervlakte van Épreville-en-Lieuvin bedraagt 6,6 km², de bevolkingsdichtheid is 25,6 inwoners per km².
De onderstaande kaart toont de ligging van Épreville-en-Lieuvin met de belangrijkste infrastructuur en aangrenzende gemeenten.

## Demografie
Onderstaande figuur toont het verloop van het inwonertal (bron: INSEE-tellingen).